# 宋春華 (1866年)
宋春华（1866年—1900年），字实菴，陕西三原县人，清末将领，庚子国变中守卫天津，抵御八国联军进攻，兵败殉国。

## 生平
光绪十二年（1886年）三甲武进士，授官蓝翎侍卫。差满，出任天津镇标右营守备，与士卒同甘共苦，所部为天津绿营之冠。光绪二十六年（1900年），八国联军侵华，逼近天津，总督裕禄檄宋春华守卫天津府城南门。城东南军械制造所失守，春华集众道：“军械所存亡，天津生死系之。不夺归不可，胆勇者盍随吾出城！”部下皆应诺。春华即率百馀人于半夜潜出，欲夺回军械所，无奈联军防守严密，春华左腿中枪，退回城内。不久，敌兵日集，守兵多弃城逃走，春华对其妻陈氏慨然表示：“城孤兵单，终恐不守。汝当以吾子出求生，吾誓与城存亡矣！”随即重返岗位，坚守不懈。
天津城陷落之后，宋春华身被数伤，仍然死守不退。敌人蜂拥登城，春华仰天长叹道：“吾志不遂，负国恩矣！然自接战以来，杀敌过当，今日之死，亦无所恨。”以头撞城墙殉国。年仅三十五。《清史稿·忠义》有传。

## 延伸阅读
[在维基数据编辑]
 《清史稿·卷495》，出自趙爾巽《清史稿》